# Шетланд (телесериал)
Шетланд (англ. Shetland) — британский телесериал телекомпании ITV Studios, транслирующийся на телеканале BBC One. Премьера состоялась 13 марта 2013 года. В основу первых сезонов сериала положены романы британской писательницы, автора многочисленных детективов Энн Кливз (т. н. Шетландская серия), а начиная с третьего сезона — оригинальные сюжеты, написанные основным сценаристом сериала Дэвидом Кейном, с участием героев книг Кливз. В 2016 году «Шетланд» стал лауреатом премии BAFTA Scotland в номинации «Лучшая телевизионная драма».

## Производство
Первый сезон, состоящий из двух эпизодов, вышел на телеканале BBC One 10 и 11 марта 2013 года. Он является экранизацией романа Энн Кливз «Красные кости». После этого BBC заказала продолжение сериала. Второй сезон, выходивший на экранах с 11 марта по 15 апреля 2014 года, состоит из трёх двухсерийных историй, основанных на романах «Чёрный ворон», «Мёртвая вода» и «Голубая молния».
Создатели не следовали первоисточнику дословно в том, что касается времени действия («Чёрный ворон») или деталей биографии главных героев. Персонаж детектива-сержанта Элисон «Тош» Макинтош (в исполнении Элисон О'Доннелл) был создан специально для сериала.
Съёмки третьего сезона, премьера которого состоялась 15 января 2016 года, начались в апреле 2015 года. Начиная с третьего сезона, сериал изменил свой формат с двухсерийных экранизаций на единую сюжетную арку, написанную специально для телесериала. Этот формат сохранился и в последующих сезонах. Съёмки пятого сезона стартовали в июле 2018 года, а трансляция на телеканале BBC One началась 12 февраля 2019 года. В декабре 2019 года BBC подтвердила продление сериала ещё на два сезона по шесть серий в каждом. Съёмки шестого сезона должны были начаться в марте 2020 года, но были отменены из-за пандемии COVID-19. Работа над сезоном возобновилась в феврале 2021 года, когда съёмочная группа была вновь замечена на архипелаге, непосредственно съёмочный процесс начался в апреле. Хеншолл в своем аккаунте в Твиттере отметил, что шестой и седьмой сезоны будут сниматься подряд без перерыва. Премьера шестого сезона состоялась 20 октября 2021 года. В июле 2022 года Дуглас Хеншолл объявил, что седьмой сезон станет последним для его героя.
Несмотря на географическое указание места действия сериала, большая часть съёмочного процесса проходит на основной части Шотландии, как правило, в Глазго, а также в некоторых локациях в Бархеде, Эре и Эрвине. Непосредственно на Шетландском архипелаге снимается внешняя часть дома главного героя, находящегося в Лервике. Во втором сезоне съёмки проходили на острове Фэйр, одном из отдалённых островов архипелага, где разворачивается действие романа «Голубая молния», и откуда по сюжету происходит главный герой. Часть съёмок 4 сезона проходила в Норвегии.

## Актёрский состав

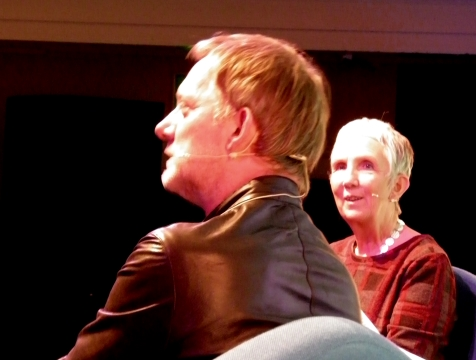
Дуглас Хеншолл и Энн Кливз на фестивале Bloody Scotland, 2017 год

- Дуглас Хеншолл — детектив-инспектор Джеймс «Джимми» Перез. Уроженец Шетланда, некогда переехавший на «основную часть» Шотландии. Вернулся на острова после смерти супруги. Возглавляет полицейский участок Шетландских островов. Воспитывает приёмную дочь Кэсси. (сезоны 1-7)
- Элисон О'Доннелл — детектив-сержант Элисон «Тош» Макинтош. Переехала на Шетланд из Эдинбурга, когда собиралась выйти замуж за местного парня, однако помолвка была расторгнута. Была повышена в звании досрочно.
- Стивен Робертсон — патрульный-констебль, позже детектив-констебль Сэнди Уилсон. Уроженец Шетланда, чье знание местной специфики, людей и многочисленные родственные связи неоднократно помогали в расследованиях.
- Марк Боннар — Данкан Хантер. Местный бизнесмен, биологический отец Кэсси Перез.
- Эрин Армстронг — Кэсси Перез. Дочь умершей супруги Джимми и Данкана Хантера, воспитывалась Джимми Перезом как родная много лет.
- Джули Грэм — Рона Келли. Государственный обвинитель по Шетландскому округу (сезоны 2-5, 7)
- Льюис Хауден — сержант Билли Маккейб (сезоны 1, 3-7)
  - Стюарт Портер — сержант Билли Маккейб (сезон 2)
- Энн Кидд — Кора Маклин, патологоанатом.

### Первый сезон
- Джемма Чан — Хэтти Джеймс
- Сандра Воу — Майма Уилсон
- Джим Стёрджен — Рональд Халдин
- Клэр Рафферти — Анна Халдин
- Линди Уайтфорд — Джеки Халдин
- Джеральдин Александер — Гвен Джеймс
- Софи Рандл — Софи

### Второй сезон
- Брайан Кокс — Магнус Бэйн («Чёрный ворон»)
- Ребекка Бенсон — Салли Генри («Чёрный ворон»)
- София Карр-Гом — Кэтрин Росс («Чёрный ворон»)
- Нина Сосанья — Уиллоу Ривз («Мёртвая вода»)
- Йен Робертсон — Джерри Маркхэм («Мёртвая вода»)
- Клайв Расселл — Адам Маркхэм («Мёртвая вода»)
- Стивен Кри — Джон Хендерсон («Мёртвая вода»)
- Билл Патерсон — Джеймс Перез («Голубая молния»)
- Энтони Хауэлл — Питер Латимер («Голубая молния»)
- Джон Линч — Фрэнк Блейк («Голубая молния»)

| - Киаран Хайндс — Майкл Магвайр - Саския Ривз — Фрейя Галди - Сара Викерс — Леанн Рендалл - Арчи Панджаби — Аша Ишрани - Анна Чанселлор — Филис Бренан - Джеймс Космо — Артур Маккол - Струан Роджер — Алек - Стивен Уолтерс — Томас Мэлоун - Нив Макинтош — Кейт Килмьюир - Шон Макгинли — Дрю Маккол - Эми Леннокс — Салли Маккол - Софи Стоун — Джо Халли - Эрнст Бьёрнссон — детектив Ларс Блейманн - Джулия Браун — Молли Килмьюир - Раки Айола — Оливия Леннокс - Дерек Ридделл — Крис Брукс - Кэтрин Уокер — Элис Брукс - Оуэн Уайтхед — Прентис Хейс - Лорн Макдональд — Джейми Хейс |

## Эпизоды

### Первый сезон
| № в сериале | № в сезоне | Название                  | Режиссёр   | Автор сценария | Дата выхода   | Кол-во зрителей (Великобритания) (млн.) |
| --- | ---------- | ------------------------- | ---------- | -------------- | ------------- | --------------------------------------- |
| 1 | 1          | «Красные кости (часть 1)» | Питер Хоар | Дэвид Кейн     | 10 марта 2013 | 7.97                                    |
| Майма Уилсон найдена мёртвой рядом со своим домом, около которого велись археологические раскопки. Хэтти Джеймс, одна из археологов, сообщает инспектору Джимми Перезу, что Майма была расстроена обнаруженным на раскопках черепом. Детектив обращает внимание на сына убитой и живущую по соседству семью дальних, более обеспеченных родственников. |            |                           |            |                |               |                                         |
| 2 | 2          | «Красные кости (часть 2)» | Питер Хоар | Дэвид Кейн     | 11 марта 2013 | 5.68                                    |
| Перез, обеспокоенный отсутствием людских ресурсов, хочет отменить ежегодный фестиваль Up Helly Aa, однако случайно обронённая фраза подсказывает ему, где искать убийцу уже двух человек. |            |                           |            |                |               |                                         |

### Второй сезон
| № в сериале | № в сезоне | Название                   | Режиссёр        | Автор сценария  | Дата выхода    | Кол-во зрителей (Великобритания) (млн.) |
| --- | ---------- | -------------------------- | --------------- | --------------- | -------------- | --------------------------------------- |
| 3 | 1          | «Чёрный ворон (часть 1)»   | Джон Маккей     | Габи Чаппе      | 11 марта 2014  | 6.37                                    |
| Джимми Перез и его команда расследуют убийство школьницы Кэтрин Росс, чьё тело было найдено на пустынном берегу недалеко от хижины затворника Магнуса Бэйна. Это дело странным образом перекливается с делом девятнадцатилетней давности об исчезновении Катрины, чья семья до этого жила в доме Кэтрин Росс. Магнуса Бэйна подозревали в исчезновании Катрины, а незадолго до убийства Кэтрин интересовалась этими событиями. |            |                            |                 |                 |                |                                         |
| 4 | 2          | «Чёрный ворон (часть 2)»   | Джон Маккей     | Габи Чаппе      | 18 марта 2014  | 6.16                                    |
| После обнаружения тела Катрины её старший брат возвращается на Шетланд для опознания и, рассказывая о жизни своей семьи, упоминает, что у его сестры был тайник в доме. Детективы находят тайник, в котором Кэтрин оставила флеш-карту с видеозаписью, проливающей свет на возможный мотив и подозреваемого в её в убийстве. |            |                            |                 |                 |                |                                         |
| 5 | 3          | «Мёртвая вода (часть 1)»   | Дэвид Мур       | Дэвид Кейн      | 25 марта 2014  | 5.56                                    |
| Журналист Джерри Маркхэм, занимавшийся громкими расследованиями, погибает в неоднозначном дорожно-транспортном происшествии. Джимми Перез уверен, что это было преднамеренное убийство, тем более что Маркхэм освещал строительство газопровода через Шетландские острова. Однако судмедэксперт не уверена, что это было нечто большее, чем неосторожная езда. Бывшая невеста Маркхэма Иви выходит замуж за местного бизнесмена Джона Хендерсона, Перез и Тош отправляются на традиционную шотландскую свадьбу, чтобы наблюдать за запутанными отношениями в семье Иви. |            |                            |                 |                 |                |                                         |
| 6 | 4          | «Мёртвая вода (часть 2)»   | Дэвид Мур       | Дэвид Кейн      | 1 апреля 2014  | 5.53                                    |
| Перез связывает убийство Джона Хендерсона со смертью Маркхэма, что подтверждается выводами сделанными экспертом. Обнаруженные улики наводят детективов на мысль, что газопровод не был единственным расследованием журналиста на архипелаге. |            |                            |                 |                 |                |                                         |
| 7 | 5          | «Голубая молния (часть 1)» | Стюарт Сваасанд | Ричард Дэвидсон | 8 апреля 2014  | 5.29                                    |
| Джимми Перез возвращается на свой родной остров Фэр в компании Тош, когда в научной орнитологической лаборатории обнаруживают тело её руководителя, Анны Блэйк. Надвигающийся шторм препятствует тому, чтобы кто-то покинул остров, и детективы приступают к расследованию в очень маленьком сообществе, где все друг друга слишком хорошо знают. |            |                            |                 |                 |                |                                         |
| 8 | 6          | «Голубая молния (часть 2)» | Стюарт Сваасанд | Ричард Дэвидсон | 15 апреля 2014 | 5.33                                    |
| Основной подозреваемый погибает в пожаре, однако неясно, было ли это случайностью или поджогом. Один из сотрудников лаборатории следил за Анной, и его информация, пусть и добытая таким путём, оказывается полезной для расследования. И только когда сообщение с островом вот-вот восстановится, Перез выясняет, что один из подозреваемых скрыл важную информацию — он знал Анну задолго до приезда на Фэр. |            |                            |                 |                 |                |                                         |

### Третий сезон
| № в сериале | № в сезоне | Название   | Режиссёр           | Автор сценария               | Дата выхода     | Кол-во зрителей (Великобритания) (млн.) |
| --- | ---------- | ---------- | ------------------ | ---------------------------- | --------------- | --------------------------------------- |
| 9 | 1          | «Эпизод 1» | Таддеус О'Салливан | Габи Чаппе                   | 15 января 2016  | 6.82                                    |
| На пароме из Глазго в Лервик пропадает пассажир. Но на Леанн Рендалл, которая заявляет об этом, никто не обращает внимания, так как в больнице оказался маленький мальчик, нашедший на пляже таблетки экстази. Джимми Перез выясняет, таблетки были в выброшенном на берег рюкзаке, принадлежавшем пропавшему Робби Мортону. |            |            |                    |                              |                 |                                         |
| 10 | 2          | «Эпизод 2» | Таддеус О'Салливан | Роберт Мёрфи                 | 22 января 2016  | 6.02                                    |
| Перез уверен, что к смерти Робби Мортона причастен Майкл Магвайр, с которым он повздорил на пароме. Он обнаруживает, что между ними есть связь, которая могла послужить причиной трагедии. Тем временем Леанн ссорится с Магвайром, обвиняя его в смерти Робби, и тот собирается навсегда покинуть Шетланд. |            |            |                    |                              |                 |                                         |
| 11 | 3          | «Эпизод 3» | Таддеус О'Салливан | Роберт Мёрфи                 | 5 февраля 2016  | 6.21                                    |
| Выяснив подробности прошлого Магвайра, Перез и Тош отправляются в Глазго, чтобы точнее узнать хитросплетения его отношений с преступным миром. Перез сталкивается с гангстером Артуром Макколом, против которого должен был давать показания Магвайр-Томпсон. Аша Исрани, офицер, работавший с Магвайром-Томпсоном, раскрывает детали его сделки с правоохранительными службами.                                                                                           |            |            |                    |                              |                 |                                         |
| 12 | 4          | «Эпизод 4» | Ян Мэттис          | Габи Чаппе и Алекандр Перрин | 12 февраля 2016 | 6.26                                    |
| Адвокат Маккола предлагает Перезу сделку: они сдают канал поставки наркотиков на Шетланд, частью которого оказывается погибший Робби Мортон, а Перез оставляет Маккола в покое. Сэнди Уилсон сталкивается с убийцей Майкла Томпсона, который не успел покинуть Шетланд. Тем временем в Глазго Тош раскрывает новые детали сделки Томпсона и готовится вернуться домой, но на прилетевшем на архипелаг рейсе её нет.                                                        |            |            |                    |                              |                 |                                         |
| 13 | 5          | «Эпизод 5» | Ян Мэттис          | Габи Чаппе                   | 19 февраля 2016 | 6.55                                    |
| Тош появляется на окраине Глазго и передает Перезу «предупреждение» от Маккола. Аша Ишрани рассказывает, что Томпсон собирался не только сдать Маккола, но и раскрыть сговор преступного сообщениства с высшими полицейскими чинами в Глазго. Перез придает сил расследованию, обнаружив, что сын старшего прокурора Филис Бреннан много лет назад напал на девушку в клубе. Бреннан решается рассказать правду и тем самым губит свою карьеру и помогает осудить Маккола. |            |            |                    |                              |                 |                                         |
| 14 | 6          | «Эпизод 6» | Ян Мэттис          | Дэивд Кейн                   | 4 марта 2016    | 6.14                                    |
| Перез определяет круг людей, знавших о местонахождении Томпсона, которые могли сдать его Макколу. Подозрение падает на Ашу, которая была в Лервике в день, когда адвокату Маккола отправили электронное письмо с информацией. Проверяя прошлое Аши, Перез и его команда обнаруживают, что она также знакома с Леанн Рендалл. |            |            |                    |                              |                 |                                         |

### Четвёртый сезон
| № в сериале | № в сезоне | Название   | Режиссёр         | Автор сценария | Дата выхода     | Кол-во зрителей (Великобритания) (млн.) |
| --- | ---------- | ---------- | ---------------- | -------------- | --------------- | --------------------------------------- |
| 15 | 1          | «Эпизод 1» | Ли Хейвен Джоунс | Дэвид Кейн     | 13 февраля 2018 | 6.72                                    |
| Перез и команда вынуждены заново открыть 23-летнее «холодное» дело, когда из тюрьмы выходит осужденный убийца Томас Мэлоун. Дело касается подростка Лиззи Килмуир, которая была найдена задушенной до смерти в печи для обжига извести на острове Унст. Вернувшись на Шетландские острова, Томас пытается помириться с сестрой-близнецом Лиззи, Кейт. Тем временем местная журналистка Салли Макколл посещает Шетландский народный фестиваль с группой своих друзей, но вечером не возвращается домой. На следующий день ее находят задушенной на печи, что выглядит как копия убийства Лиззи. Перез вынужден сообщить новость Дрю, отцу Салли, бывшему офицеру полиции, который вел расследование убийства Лиззи, а теперь считает, что Томас убил Салли. Группа мужчин вытаскивает Томаса из дома и пытается похоронить его заживо. |            |            |                  |                |                 |                                         |
| 16 | 2          | «Эпизод 2» | Ли Хейвен Джоунс | Луиз Айронсайд | 20 февраля 2018 | 6.28                                    |
| Перез выясняет, кто напал на Томаса, и обстоятельства указывают на Бенни Рэя, который был свидетелем на суде над Томасом. Подруга Салли Джо Халли рассказывает Сэнди, что видела, как Салли спорила с кем-то на норвежском языке на народном фестивале. Падчерица Переза Кэсси начинает работать волонтером в заповеднике диких животных, которым руководит Донна Киллик, мать Алана — бойфренда Салли. Анализ ДНК волоса, найденного на шарфе Лиззи Килмуир, показывает, что он принадлежит родственнице Алана. Однако ткань, взятая у покойного мужа Донны, показывает, что он не является отцом Алана. Тош опрашивает сотрудников норвежской компании Forst energy, которую Салли расследовала на предмет небезопасных методов работы. Алан рассказывает Кэсси, что понял, что Салли лгала ему перед смертью. Перез узнаёт, что суд над Томасом был неэтичным, в том числе потому, что Бенни Рэй был полицейским информатором, которому платил Дрю Макколл. |            |            |                  |                |                 |                                         |
| 17 | 3          | «Эпизод 3» | Ли Хейвен Джоунс | Пол Лоуг       | 28 февраля 2018 | 6.08                                    |
| Донна Киллик утверждает, что не может опознать биологического отца Алана. Бенни Рэй госпитализирован после нападения на него Томаса, но отказывается давать показания. Тош отправляется в Норвегию, чтобы разыскать сотрудника компании Forst Андреаса Хагана, которого подозревают в сокрытии смертельного несчастного случая. Она знакомится с детективом Ларсом Блейманом, который отвозит её в хижину Хагана. Хаган утверждает, что не видел Салли три недели и не беспокоился о её статье. Расследуя последнюю поездку Салли в Норвегию, Тош обнаруживает, что она встречалась с человеком по имени Мати, состоящем в ультраправой «Норвежской армии обороны», который угрожал ей убийством. Когда Тош возвращается в свой гостиничный номер, кто-то роется в ее вещах, проталкивается мимо неё и убегает. Перез присоединяется к Тош, и они находят Матиаса Содерланда, который числится в списках норвежской полиции как ультраправый активист. Тош узнает в нём человека, который был в её комнате, и посетив мать Мати, выясняет, что он — сын Андреаса Хагана. Перез понимает, что за ними следили на протяжении всего дня пребывания в Норвегии. |            |            |                  |                |                 |                                         |
| 18 | 4          | «Эпизод 4» | Ребекка Гэтвард  | Дэвид Кейн     | 6 марта 2018    | 5.31                                    |
| Люди, следившие за Перезом и Тош, принадлежат к норвежской секретной службе и сообщают им, что Матиас Содерланд, главный подозреваемый в смерти Салли, снабжает их информацией о крайне правой «Норвежской армии обороны». Когда Мати находят убитым выстрелом в голову с надписью «предатель», Перез и Тош вынуждены вернуться на Шетланд. Перезу велено сосредоточиться на расследовании смерти Салли, а смерть Лиззи оставить команде из Глазго. Алан Киллик приносит найденную им видеозапись вечеринки по случаю 30-летия его отца, состоявшуюся за неделю до смерти Лиззи. На вечеринке присутствовали Лиззи, Кейт, Дрю Макколл, Томас и Данкан Хантер, биологический отец Кэсси. Перез расспрашивает Данкана о вечеринке, но Данкан отвечает, что ничего не помнит о ней. Сэнди отвечает на сигнал бедствия от Джо Халли и, прибыв в свое поместье, обнаруживает, что оно разграблено, а на неё напали. |            |            |                  |                |                 |                                         |
| 19 | 5          | «Эпизод 5» | Ребекка Гэтвард  | Дэвид Кейн     | 13 марта 2018   | 6.21                                    |
| Перез просит свою команду найти улики, касающиеся нападения на Джо, которая находится в больнице. Когда команда из Глазго прибывает, чтобы взять на себя расследование убийства Лиззи, инспектор Джесси Коул предлагает им заняться и убийством Салли, поскольку они могут быть связаны. Тош задается вопросом, может ли Ларс, приехавший на Шетландские острова, чтобы взять у них показания по поводу убийства Мади, быть причастен к убийству Салли. Хотя он утверждал, что это его первая поездка на Шетландские острова, он знал о дорожных работах, которые проводились на острове неделей ранее. На записях камер видеонаблюдения, сделанных до и после поездки Салли в Норвегию, обнаруживается новая карта памяти на ее связке ключей. Найденная среди её личных вещей, она содержит видеозапись, сделанную Ларсом на ультраправом собрании. Схваченный при попытке проникнуть в больничную палату Джо, Ларс показывает себя ярым расистом. Он признаёт, что напал на Джо, но отрицает свою причастность к убийствам. Он утверждает, что видел, как Салли ругалась в ночь фестиваля с пожилым мужчиной, которого он идентифицирует как Данкана. Перез просматривает записи с вечеринки в честь дня рождения и понимает, что шарф, которым была задушена Лиззи, был у Данкана. |            |            |                  |                |                 |                                         |
| 20 | 6          | «Эпизод 6» | Ребекка Гэтвард  | Дэвид Кейн     | 20 марта 2018   | 6.10                                    |
| Перез вынужден вызвать Данкана на допрос. ДНК Данкана совпадает с образцом, найденным на шарфе Лиззи, что доказывает, что он — отец Алана. Данкан признается в романе с Донной Киллик, но настаивает, что не убивал ни Лиззи, ни Салли. Перез вынужден рассказать Кэсси, что Алан, с которым она сблизилась, — её сводный брат. Данкан отрицает, что спал с Лиззи, и упоминает, что Донну раздражало её кокетливое поведение. Он признаётся, что спорил с Салли, которая убеждала его сказать Алану, что он его отец. При просмотре изображений на карте памяти Салли обнаруживается фотография, на которой Донна запечатлена на пароме Унст на следующий день после исчезновения Лиззи. Донна признается в убийстве Лиззи, которая угрожала рассказать своему жестокому мужу о романе с Данканом. Дрю Макколл рассказывает Перезу, что Салли знала о поступке Донны и ненавидела его за то, что он покрывал её. Чтобы защитить Донну, он убил собственную дочь. Окончательно оправданный в обоих убийствах, Томас переживает смертельный сердечный приступ и умирает свободным человеком. |            |            |                  |                |                 |                                         |

### Пятый сезон
| № в сериале | № в сезоне | Название   | Режиссёр        | Автор сценария | Дата выхода     | Кол-во зрителей (Великобритания) (млн.) |
| --- | ---------- | ---------- | --------------- | -------------- | --------------- | --------------------------------------- |
| 21 | 1          | «Эпизод 1» | Гордон Андерсон | Дэвид Кейн     | 12 февраля 2019 | TBA                                     |
| На одном из пляжей Шетландских островов обнаруживается отрубленная рука, на другом — сумка с головой и другими частями тела. Установлено, что жертвой стал Дэниел Угара, который приехал на Шетландские острова, чтобы найти свою сестру Зези, оба родом из Нигерии. Видео, присланное на телефон Даниэля, на котором Зези умоляет его сотрудничать с кем-то, приводит Переза к выводу, что убийство связано с торговлей людьми. |            |            |                 |                |                 |                                         |
| 22 | 2          | «Эпизод 2» | Гордон Андерсон | Пол Лоуг       | 19 февраля 2019 | TBA                                     |
| Члены семьи Хейз, которых подозревали в причастности к убийству Дэниела, найдены мёртвыми в своем доме. Перез допрашивает мать Дэниела и Зези Оливию Леннокс, у которой на рукаве была кровь, но она утверждает, что Хейсы были уже мертвы, когда она пришла к ним домой. Он находит доказательства того, что рыболовецкий траулер Калума Данвуди используется для перевозки жертв торговли людьми. Пол Кирнан, управляющий заброшенным местным отелем, оказывается одним из похитителей Зези. Разочарованная темпами расследования, Оливия хочет заплатить выкуп, чтобы Зези освободили. Тош обнаруживает, что здание, принадлежащее Хейсам, используется как ферма по выращиванию конопли. Кирнан опознан как преступник из Глазго Аарон Макгуайр. Калум совершает самоубийство в своей камере с помощью ручки, которую ему дал Сэнди, с тем чтобы он записал имена своих знакомых. |            |            |                 |                |                 |                                         |
| 23 | 3          | «Эпизод 3» | Гордон Андерсон | Дэвид Кейн     | 26 февраля 2019 | TBA                                     |
| Полагая, что Макгуайр - ключевая фигура в банде, Перез отправляется в Глазго, где инспектор Сэм Бойд сообщает ему, что Макгуайр, скорее всего, играет очень незначительную роль. Бывшая жена Макгуайра утверждает, что не имеет ни малейшего представления о том, чем он занимается, но её прослеживают до принадлежащей ему квартиры, где живут несколько испуганных жертв торговли людьми. Сэнди допрашивают о его роли в самоубийстве Калума. Зези сбегает из дома, где Макгуайр держал её и еще одну девушку по имени Ники, но женщина, которую Зизи встречает на дороге, оказывается членом банды и возвращает её назад в плен. |            |            |                 |                |                 |                                         |
| 24 | 4          | «Эпизод 4» | Неизвестно      | Пол Лоуг       | 5 марта 2019    | TBA                                     |
| Полагая, что Зези все еще на острове, Перез и его команда ищут Макгуайра и связи с бизнесменом из Глазго Грэмом Бенсоном, который владеет отелем, где содержались жертвы. Жена Калума Мораг отказывается от информации, которую она дала Сэнди накануне, сказав, что ей угрожали. Позже её дом взрывают. Тош обнаруживает, что Бенсон звонил Карле Хейс за неделю до её убийства. Джейми Хейс, переживший нападение на свою семью, подтверждает, что Бенсон был другом его матери. Мораг рассказывает Перезу, что Калума заставили выбросить части тела Дэниела в море. Бенсон появляется в доме Переза, когда его падчерица Кэсси находится там одна, и уходит, когда возвращается молодой офицер, который должен был её охранять. Когда Перез сталкивается с ним, Бенсон заявляет, что пришел повидаться с Данканом Хантером. Сэнди находит доказательства того, что Андреа Дойл, женщина, которая не дала Зези сбежать, взорвала дом Мораг, и её арестовывают. Отчаявшаяся Оливия, которая ранее требовала от Джейме помочь ей найти Зези, угоняет его в машине. Спутница Зези, Ники, которая была больна, умирает. |            |            |                 |                |                 |                                         |
| 25 | 5          | «Эпизод 5» | Неизвестно      | Дэвид Кейн     | 12 марта 2019   | TBA                                     |
| Андреа Дойл говорит Перезу, что она и Макгуайр — «лишь верхушка айсберга» и что если выкуп не будет выплачен и они не смогут вывезти Зези с острова, Макгуайр убьет её. Команда отправляется в дом, где держали девочек, но находит только тело Ники. Они выясняют, что дом принадлежит Данкану, который утверждает, что дом стоял пустым. Тош выясняет, что алиби Оливии в убийствах Хейсов недействительно. Оливия угрожает сбросить машину, в которой находились она и Джейми, с обрыва, но её останавливает Перез. Сэнди допрашивают о событиях, связанных с самоубийством Калума. Команда договаривается, чтобы Оливия позвонила Макгуайру и предложила заплатить выкуп. Прибыв на место, Макгуайр получает сообщение, предупреждающее его о подставе, и уезжает. Он съезжает с дороги и разбивается, но команда обнаруживает, что Зези в фургоне нет. Беспокоясь о Кэсси и своих деловых проблемах, Данкан напивается до потери сознания на пляже. На следующее утро он находит в воде четыре тела. |            |            |                 |                |                 |                                         |
| 26 | 6          | «Эпизод 6» | Неизвестно      | Пол Лоуг       | 19 марта 2019   | TBA                                     |
| Данкан травмирован тем, что обнаружил тела. Перез сосредоточен на том, кто сообщил Макгуайру, и обеспокоен тем, что утечкой может быть Элис Брукс, с которой у него завязались отношения. PIRC рекомендует отстранить Сэнди от работы, но Перез задерживает его. Друг Тоша Донни рассказывает ей, что его работодатель, подозреваемый в использовании работников, ставших жертвами торговли людьми, осуществлял тайные платежи в компанию, зарегистрированным владельцем которой является Элис. Существенные улики указывают на то, что муж Элис Крис, зарегистрировавший компанию на её имя, причастен к схеме торговли людьми. Перез находит Зези в доме, принадлежащем Крису. Отчаявшаяся Оливия почти совершает самоубийство, но её прерывает звонок Переза. Зези опознаёт Криса Брукса как торговца людьми, который привез её в Шотландию. Крис схвачен, но говорит Пересу, что не причастен к убийству Хейса, которое, как оказалось, совершила девушка Хайме, Рози. Зези и Оливия начинают примиряться. Перез сообщает Сэнди об отстранении его от работы. Элис говорит Перезу, что их отношения невозможны.    |            |            |                 |                |                 |                                         |

### Шестой сезон
| № в сериале | № в сезоне | Название   | Режиссёр   | Автор сценария | Дата выхода     | Кол-во зрителей (Великобритания) (млн.) |
| --- | ---------- | ---------- | ---------- | -------------- | --------------- | --------------------------------------- |
| 27 | 1          | «Эпизод 1» | Неизвестно | Неизвестно     | 20 октября 2021 | TBA                                     |
| В день похорон матери Переза, местный адвокат Алекс Гэлбрейт застрелен на пороге своего дома. Команда сосредотачивается на двух делах Гэлбрейта: его защите Донны Киллик, которую освобождают из тюрьмы по состраданию, и битве за опеку в которой участвует Линда Мортон, местная наркоманка. Ранее дом Гэлбрейта был взломан и было похищено досье по делу Линды. Кейт Килмуир возглавляет группу, протестующую против освобождения женщины, убившей ее сестру. Расследованию мешает вмешательство Фрейзера Креггана, местного подростка, который ведёт блог о настоящих преступлениях. Перез также подозревает, что отец Фрейзера Логан может быть замешан в этом деле из-за того, что Гэлбрейт отказался помочь ему в одном из предыдущих дел. Кэсси привозит отца Переза, страдающего от деменции, к ним в дом. Команда узнает, что Имон Галди, местный работник трубопровода, возможно, сфотографировал убийцу с помощью своего дрона, но дрон был украден следующей ночью. В местной газете публикуются фотографии с места убийства Лиззи Килмуир. Имон погибает, когда ослабевает ключевой клапан на декомпрессионной камере дайв-бота, в котором он работает. |            |            |            |                |                 |                                         |
| 28 | 2          | «Эпизод 2» | Неизвестно | Неизвестно     | 27 октября 2021 | TBA                                     |
| Переp убежден, что Имон Галди был убит, но вынужден поручить расследование инспекторам по промышленной безопасности. Мик Мьюир, член команды дайв-бота, подозревается в том, что стал причиной смерти Имона, и подвергается нападению в своей каюте. Донни (бойфренд Тош) обнаруживает, что фотографии с места преступления, похоже, были слиты кем-то, имеющим доступ к полицейской компьютерной системе. Дочь Гэлбрейта Мерран подозревает, что у ее отца был роман. Выясняется, что он регулярно посещал религиозный приют, встречаясь там с сестрой Кэролин. Перез навещает Донну Киллик, которая умирает от рака и злится на него за то, что он не привёл смягчающие обстоятельства на её суде. Файлы с дрона Имона испорчены, но Донни удается получить доступ к одному из них, на котором видно, как машина Кейт Килмуир таранит машину Гэлбрейта. Кейт отрицает, что преследовала Гэлбрейта до дома. Данкан навещает Донну и бросает ей вызов по поводу возвращения в Шетланд. Команда выясняет, что Мик Мьюир — шурин Логана Креггана. Сэнди прослеживает Линду Мортон и её дилера Кертиса Галтом до заброшенного участка, но Кертис сбивает Сэнди и уезжает вместе с Линдой. |            |            |            |                |                 |                                         |
| 29 | 3          | «Эпизод 3» | Неизвестно | Неизвестно     | 3 ноября 2021   | TBA                                     |
| Оправившись от удара, Сэнди сообщает Перезу, что, по его мнению, Линда в опасности. Запертая Кертисом в грузовом контейнере, Линда звонит Переза и спасается. Кертис схвачен и признается в проникновении в дом Гэлбрейтов, но ни он, ни Линда, похоже, не имеют отношения к смерти Гэлбрейта. Дочь Кейт Молли украла и уничтожила беспилотник Гэлди, опасаясь, что отснятый материал может выдать её мать. У Гэлбрейта был роман с его ассистенткой Фионой Бедфорд, но у её мужа Даррена есть алиби на время убийства. Перез рассказывает о романе вдове Гэлбрейта Еве. Фрейзер публикует видео с признанием в убийстве Гэлбрейта, но Перез ловит его на несовпадении деталей и отпускает Фрейзера. Деменция отца Переса становится все более серьёзной проблемой, но Перез сопротивляется тому, чтобы отцу поставили официальный диагноз. Данкану не удаётся уговорить Алана (сына Данкана и Донны) навестить Донну перед смертью. Перед домом Крегганов появляются мужчины и бросают зажигательные бомбы, в результате чего у Логана, страдающего посттравматическим стрессовым расстройством, начинается обострение. Он выбегает на улицу и стреляет, Фрейзер падает на землю. Прибывший на место Перез находит Фрейзера мэртвым, в гараже Логана он находит оборудование для изготовления боеприпасов.                      |            |            |            |                |                 |                                         |
| 30 | 4          | «Эпизод 4» | Неизвестно | Неизвестно     | 10 ноября 2021  | TBA                                     |
| Логан приходит в дом Килмуиров, сообщает Молли, что Фрейзер мёртв, и уезжает на машине Кейт. Он убежден, что нападение заказала либо Ева Гэлбрейт, баллотирующаяся в парламент, либо менеджер её кампании Нивен Гатри. Логан собирается выстрелить в них во время пресс-конференции, но ему мешает очередной приступ. Инспекторы по промышленной безопасности определяют, что Мик случайно стал причиной смерти Имона. Тош выясняет, что Гэлбрейт был связан с Морисом Россом, пожилым человеком, чья дочь пропала более 20 лет назад. Морис говорит, что Гэлбрейт нашёл её в Лондоне, он считает, что она оплачивает уход за ним, но на самом деле его оплачивал Гэлбрейт. Логан появляется в доме Нивена и избивает его. Перез выясняет, что на дом Логана напали несколько друзей Мерран. И как раз в этот момент Логан прибывает на пляж и начинает нападать на неё. На допросе Логан понимает, что застрелил Фрейзера во время своего приступа. Донни рассказывает Тош, что это Сэнди слил фотографии с места преступления. |            |            |            |                |                 |                                         |
| 31 | 5          | «Эпизод 5» | Неизвестно | Неизвестно     | 17 ноября 2021  | TBA                                     |
| Логана Креггана переводят в психиатрическую клинику. Фиона Бедфорд рассказывает Перезу, что её муж Даррен следил за её телефоном и, возможно, знал о её романе с Гэлбрейтом. Тош узнает, что Нивен расплатился с долгами шеф-повара дайв-лодки Кэрри МакЭндрю незадолго до несчастного случая с Имоном. Брат Нивена Струан не знал, что он сделал это из средств их семейной компании. Он рассказывает Тошу, что Гэлбрейт подозревал Нивена в том, что тот рисковал безопасностью своих сотрудников ради сокращения расходов, и спорил с ним по этому поводу. Сэнди рассказывает Тош, что слил фотографии, чтобы предотвратить возвращение Донны на Шетланд. Перез и Тош расследуют исчезновение МариЭнн Росс и узнают, что она была лучшей подругой Линн Ричардсон, известной теперь как сестра Каролин. В телефонном разговоре с Перезом Линн признаётся, что помогала Гэлбрейту, Нивену и Даррену скрывать смерть МариЭнн. На неё нападают, а затем её находят Перез и Тош. Донна просит Данкана помочь ей покончить с собой, подмешав все обезболивающие в горячий шоколад. Перез понимает, что произошло, но скрывает это. |            |            |            |                |                 |                                         |
| 32 | 6          | «Эпизод 6» | Неизвестно | Неизвестно     | 24 ноября 2021  | TBA                                     |
| Даррена и Нивена привозят в участок для допроса. После смерти Линн в больнице, Даррен признается, что МариЭнн умерла после приема наркотиков, которые принесли Гэлбрейт и Нивен, и они похоронили её тело на следующее утро. Нивен показывает Перезу место, где была похоронена Мари-Энн. Нивен признаётся, что Гэлбрейт собирался публично признаться в случившемся, но настаивает на том, что не убивал его. Тош обнаруживает, что это Нивен заставил Кэрри открыть клапан на корабле, чтобы напугать Имона. Она считает, что Имон шантажировал Нивена. Отец Переза выходит из дома, намереваясь улететь на родной остров, и попадает под машину; он не получает серьезных ранений, но его слова заставляют Переза понять, что Мерран, которая разговаривала по телефону с отцом, когда его застрелили, услышала звонок в дверь своей матери. Ева убила Алекса, чтобы он не раскрыл правду о смерти Мари-Энн, и заставила Линн пригнать её машину в Лервик, чтобы обеспечить себе алиби. Затем она попросила Нивена убить Линн. Донна отправила письмо своему адвокату, в котором утверждала, что Данкан собирается убить её и обставить это как самоубийство, а Перез будет это покрывать. Данкан сдаётся полиции за содействие самоубийству, но в свете письма Донны арестовывают и Переза. Тош обнаруживает, что беременна. |            |            |            |                |                 |                                         |

### Седьмой сезон
| № в сериале | № в сезоне | Название   | Режиссёр   | Автор сценария | Дата выхода      | Кол-во зрителей (Великобритания) (млн.) |
| --- | ---------- | ---------- | ---------- | -------------- | ---------------- | --------------------------------------- |
| 33 | 1          | «Эпизод 1» | Неизвестно | Неизвестно     | 10 августа 2022  | TBA                                     |
| После отстранения от работы Перез оправдан полицейским трибуналом. Данкан сидит в тюрьме и говорит, что не вернется на Шетландские острова. Отец Переза умер, а у Тоша и Донни теперь есть дочь. Коннор Кэрнс, который год назад пытался покончить с собой, опубликовал графический роман, основанный на шетландском фольклоре. В ночь презентации книги его сестру Эбби и друга сбивает с дороги белый фургон. Коннор не вернулся домой, он не остался со своей девушкой Брайд Флеминг. Кто-то врывается в дом Кэрнсов ночью и оставляет на кухне угрожающе воткнутые ножи. Дэнни Кэрнс — бывший офицер полиции Айра, арестованный за кражу наркотиков и убийство дилера Пеппера Уолдрона. Скутер Коннора находят у морского утеса, но ни его самого, ни его тела не обнаруживают. Дядя и кузина Пеппера, Кэмерон и Николь Уолдрон, были за рулем автофургона и оставили возле дома в Кэрнсе мешок для трупов с лицом Коннора. Их арестовывают, они признаются в том, что сбили Эбби с дороги и проникли в дом с ножами, но никакие улики не связывают их с исчезновением Коннора, и Перез приказывает их отпустить. В море находят чемодан с трупом, но это не тело Коннора. |            |            |            |                |                  |                                         |
| 34 | 2          | «Эпизод 2» | Неизвестно | Неизвестно     | 17 августа 2022  | TBA                                     |
| Рейчел Кэрнс рассказывает Перезу, что Коннор поссорился с владельцами компании Davidson Disposal, где он раньше работал. Когда Тош встречается с ними, они говорят, что не видели Коннора с того дня, как уволили его. Перез просит Дэнни прийти и сделать заявление о своей истории. Вместо этого тот отправляется в Айр и встречается со своим бывшим напарником Джилл Стивенс, которая больше не работает в полиции. Перез следует за ним, но ему препятствует бывшая начальница Дэнни, старший инспектор Рид. Дэнни сталкивается с Уолдронами, и когда Николь держит его на мушке, он признается, что его план по привлечению Пеппер в качестве информатора провалился и он несёт ответственность за смерть Пеппер. Девушка Коннора Брайд оставляет для него голосовое сообщение, в котором говорит, что если он не позвонит ей, то она обратится в полицию. Фотограф Мартин Отин, остановившийся в пансионе «Кэрнс», очень заинтересован в поисках Коннора и поддерживает Рэйчел. Уолдроны рассказывают Перезу, что у Пеппер есть контакт в полиции. Дэнни считает, что это был Рид, и врывается в её дом, но его останавливает Перез. Он понимает, что Джилл работала с Пеппером, потому что тот шантажировал её из-за брата-наркомана. Она признается, что сказала Пепперу, что Дэнни украл его наркотики, и убила его, чтобы защитить Дэнни. Брайд получает сообщение от Коннора, с предложением встретиться. На следующее утро её находят мёртвой в разбитой машине. |            |            |            |                |                  |                                         |
| 35 | 3          | «Эпизод 3» | Неизвестно | Неизвестно     | 24 августа 2022  | TBA                                     |
| Брайд была убита тем же способом, что и первая жертва, но неясно, был ли это тот же убийца. В машине, где было найдено тело Брайд, обнаружен перстень Коннора. Сэнди беседует с подругой Эбби Кланой, которую видели на камерах наблюдения разговаривающей с Брайд, когда она выходила из школьного общежития. Она рассказывает Сэнди, что Брайд получила сообщение от Коннора, когда уходила. Эбби говорит Перезу, что изначально не беспокоилась о Конноре, так как он сказал ей, что ему, возможно, придётся уехать на некоторое время. Она сообщает, что его шантажировали, заставляя помогать наркодилерам в Глазго, и его неспособность выкрутиться привела к попытке самоубийства. Грантон Дэвидсон пойман с токсичными отходами в своем фургоне и арестован. Шина Дэвидсон рассказывает Тош, что видела Коннора в ночь его исчезновения, когда он спорил на обочине дороги с человеком, которого она не смогла узнать. Её информация помогает полиции найти телефон Коннора. Автомобиль, в котором было найдено тело Брайд, принадлежал художнику Ллойду Андерсону, который говорит, что купил его, чтобы использовать в картине, и оставил в поле. Первая жертва опознана как Уильям Роджерс, американец, приехавший на остров. Тош проверяет уединённое место, где был отслежен телефон Коннора, и находит старый автофургон. Она оказывается в ловушке, когда внутри вот-вот взорвётся бомба. |            |            |            |                |                  |                                         |
| 36 | 4          | «Эпизод 4» | Неизвестно | Неизвестно     | 31 августа 2022  | TBA                                     |
| Тош выживает после взрыва, но не хочет ни с кем говорить о случившемся. Владелец фургона говорит, что арендовал его для Коннора. Перез считает, что Коннор убил Брайд, и выдаёт ордер на его арест. Приглашённый эксперт по взрывам инспектор Брукс считает, что у Коннора были знания для создания бомбы и он может быть связан с террористической группой. После разговора с Дэнни Перез понимает, что экологический активизм был темой всего, что делал Коннор. Коннора находят мёртвым на пляже. Сначала считают, что он бросился с обрыва, но вскрытие показывает, что перед убийством его пытали так же, как и Брайд. Похоже, кто-то пытался представить события так, что Коннор убил Брайд, а затем и себя. Эбби подозревает Мартина и обыскивает его комнату, обнаруживая карту памяти со снимками. Перез и Тош находят место — заброшенную церковь, — где держали и убили Коннора и Брайд. Сэнди выясняет, что Ллойд ходил в ту же школу, что и Роджерс, под другим именем. Когда Брукс отдает Тош пуговицу от пальто, которое она потеряла во время взрыва, она наконец срывается, звонит Донни и просит забрать её домой. |            |            |            |                |                  |                                         |
| 37 | 5          | «Эпизод 5» | Неизвестно | Неизвестно     | 7 сентября 2022  | TBA                                     |
| Ллойд рассказывает Перезу, что бежал из США после того, как его подставили в убийстве офицера полиции. Перез арестовывает его за убийство Уильяма Роджерса. Удобрения, использованные в первой бомбе, похищены у местного поставщика. Ллойд говорит, что Роджерс, похоже, узнал его в местном магазине, но хотел его избежать. Перез предполагает, что он убил Роджерса, Коннора — который знал его истинную личность — и Брайд, чтобы скрыть свой секрет. Дата, написанная на обломках, оставшихся после взрыва фургона, указывает на связь с катастрофой танкера MV Braer в 1993 году. Перез просит Сэнди найти местные семьи или предприятия, пострадавшие от разлива нефти. На карточке памяти, найденной Эбби, обнаруживаются сделанные Мартином фотографии местного нефтяного терминала, администрации порта, Брайд, Роджерса и Ллойда. Мартин раскрывает себя команде, на самом деле он Келвин Уокер из отдела по борьбе с терроризмом, отслеживающий потенциальную угрозу на Шетландских островах. Он подозревает, что Роджерс, выступавший в Интернете за борьбу с изменением климата, Коннор и Брайд участвуют в экотеррористической ячейке. Тош подозревает, что сообщение в библиотечной книге, которую члены ячейки использовали для связи, относилось к Кэрол Энн Мане (бывшей девушке Донни), которая расспрашивала Донни о Тош и работает на нефтяном терминале. Кэрол Энн арестована, но всё отрицает. Элли Флит, чья семья потеряла свой рыболовный бизнес в результате катастрофы на Браере, направляет свою лодку на нефтяной танкер, идущий к терминалу, но в последний момент отклоняется в сторону. На его лодке не находят взрывчатки, но мы видим как кто-то другой конструирует бомбу. |            |            |            |                |                  |                                         |
| 36 | 6          | «Эпизод 6» | Неизвестно | Неизвестно     | 14 сентября 2022 | TBA                                     |
| Элли признается, что он, Роджерс, Кэрол Энн, Коннор и Брайд были частью плана по закладке бомбы на нефтяном терминале и предупреждению по телефону до того, как она взорвется. Организатором плана был издатель Коннора, Джейми Нэри, чья подруга погибла, выступая против нефти. После исчезновения Роджерса, и Элли, и Коннор начали сомневаться. Джейми похитил и пытал Коннора, чтобы выведать местонахождение взрывчатки. С бомбой в машине, Джейми паркуется у офиса нефтяной компании, но когда приезжает полиция, он уезжает. Он паркует свой грузовик в Лервике и уходит, но не решается привести бомбу в действие, когда вокруг так много людей. Когда сапёры не находят в машине действующей бомбы, команда понимает, что у него с собой должна быть бомба поменьше. Джейми крадет машину и едет с бомбой в место, где произошла катастрофа на Браере. После короткого противостояния полиция ранит Джейми в плечо и отбрасывает бомбу в сторону, чтобы она безвредно взорвалась. Он признается, что собирался взорвать бомбу в терминале, и признается в убийстве Коннора и Брайд, но не Уильяма Роджерса. Перез узнаёт, что девушка Ллойда Элисон убила Роджерса, когда тот пригрозил раскрыть секрет Ллойда. Элисон дает признательные показания, и её берут под стражу. Не желая отправлять невиновного человека на казнь, Перез отпускает Ллойда до получения документов об экстрадиции и уходит из полиции, оставив Тош за главную. |            |            |            |                |                  |                                         |

### Восьмой сезон
| № в сериале | № в сезоне | Название   | Режиссёр   | Автор сценария | Дата выхода    | Кол-во зрителей (Великобритания) (млн.) |
| ----------- | ---------- | ---------- | ---------- | -------------- | -------------- | --------------------------------------- |
| 39          | 1          | «Эпизод 1» | Неизвестно | Неизвестно     | 1 ноября 2023  | TBA                                     |
| 40          | 2          | «Эпизод 2» | Неизвестно | Неизвестно     | 8 ноября 2023  | TBA                                     |
| 41          | 3          | «Эпизод 3» | Неизвестно | Неизвестно     | 15 ноября 2023 | TBA                                     |
| 42          | 4          | «Эпизод 4» | Неизвестно | Неизвестно     | 22 ноября 2023 | TBA                                     |
| 43          | 5          | «Эпизод 5» | Неизвестно | Неизвестно     | 29 ноября 2023 | TBA                                     |
| 44          | 6          | «Эпизод 6» | Неизвестно | Неизвестно     | 6 декабря 2023 | TBA                                     |